# Флаг Пскова
Флаг муниципального образования «Город Псков» Псковской области Российской Федерации — опознавательно-правовой знак, составленный и употребляемый в соответствии с вексиллологическими (флаговедческими) правилами и являющийся официальным символом города Пскова.
Ныне действующий флаг утверждён 16 июля 2010 года и внесён в Государственный геральдический регистр Российской Федерации с присвоением регистрационного номера 6265.

## Описание
Первый флаг города Пскова был утверждён 10 июля 2001 года постановлением Псковской городской Думы № 490. Флаг описывался следующим образом:

1.1. На флаге муниципального образования «Город Псков» (далее — флаг) изображён герб муниципального образования «Город Псков».
1.2. Флаг представляет собой прямоугольное двустороннее полотнище с отношением ширины к длине 2:3, воспроизводящее композицию гербового щита.
1.3. Описание флага: флаг города разработан на основе герба муниципального образования «Город Псков».

16 июля 2010 года решением Псковской городской Думы № 1355 был утверждён ныне действующий флаг города Пскова:

Флаг муниципального образования представляет собой голубое полотнище, ширина и длина которого соотносятся как 2:3; в верхней части полотнища, вплотную к его краю — изображение руки (десницы Божией), выходящей из облаков, выполненное телесным и белым цветами, в нижней — изображение барса, выполненное жёлтым, чёрным, белым и красным цветами.
Оборотная сторона флага является зеркальным отображением его лицевой стороны.

## Символика флага
Барс — символ отваги, храбрости, мужества. Золотой цвет свидетельствует о богатстве, справедливости, великодушии.
Благословляющая рука означает покровительство небесных сил.
Голубое (лазурный) поле — знак красоты, величия, неповторимости мест.